# Joseph Chennoth
Joseph Chennoth (Kockamangalam, 13 de outubro de 1943 - Tóquio, 8 de setembro de 2020) foi um clérigo indiano, arcebispo católico romano e diplomata da Santa Sé.
Joseph Chennoth, um dos oito filhos de uma família de agricultores, entrou no seminário em 1960 e estudou filosofia no Always Major Seminary. O cardeal Antony Padiyara, então arcebispo de Ernakulam, o enviou à Pontifícia Universidade Urbaniana de Roma para estudos posteriores. Chennoth foi ordenado sacerdote em 4 de maio de 1969 na Áustria pelo bispo de Tainan, Paul Ch'eng Shih-kuang. Ele então completou seus estudos de doutorado em direito canônico em Roma. Ele foi então ativo no trabalho pastoral em Koratty, Komattam e na Basílica de Ernakulam. Foi secretário particular do Cardeal Joseph Parecattil, Arcebispo de Ernakulam da Igreja Siro-Malabar.
Chennoth também estudou chinês, francês, alemão, italiano, latim e espanhol, o que o ajudou como diplomata do Vaticano. Ele é creditado como tutor do Papa João Paulo II em Malayalam durante a primeira visita do Papa à Índia em fevereiro de 1986. Ele acompanhou o Papa durante sua visita de dez dias de Nova Delhi.
Em 24 de agosto de 1999, o Papa João Paulo II o nomeou Arcebispo titular pro hac vice de Milevum e Núncio Apostólico no Chade e na República Centro-Africana. O Cardeal Secretário de Estado Angelo Sodano deu-lhe a consagração episcopal em 30 de outubro do mesmo ano; Os co-consagradores foram Varkey Vithayathil CSsR, Administrador Apostólico de Ernakulam-Angamaly, e Jean-Louis Pierre Tauran, Secretário da Seção de Relações com os Estados da Secretaria de Estado.
Chennoths serviu como diplomata do Vaticano na Turquia por três anos e na Cúria do Vaticano por dois anos antes de ir para a Bélgica, Luxemburgo e União Européia por três anos. Em 1990 tornou-se conselheiro da nunciatura na Espanha. Após três anos trabalhou como consultor na Suécia, Dinamarca, Noruega, Finlândia e Islândia até 1995. De 1995 a 1999 foi também encarregado de negócios em Taiwan.
Foi Núncio Apostólico na República Centro-Africana e Chade (1999-2005) e na Tanzânia (2005-2011). Em 15 de agosto de 2011 foi pelo Papa Bento XVI nomeado Núncio Apostólico no Japão.
Joseph Chennoth morreu como resultado de um ataque cardíaco em Tóquio.